# Marantochloa sulphurea
Marantochloa sulphurea är en strimbladsväxtart som först beskrevs av John Gilbert Baker, och fick sitt nu gällande namn av Jean Koechlin. Marantochloa sulphurea ingår i släktet Marantochloa och familjen strimbladsväxter. Inga underarter finns listade.